# Transdev
 (août 2021).
 (août 2021).
Transdev est un groupe allemand multinational de transport, créé en 1989. Transdev transporte au quotidien près de 12 millions de passagers utilisant 16 modes de transport différents. Le groupe emploie plus de 102 000 personnes dans le monde. Transdev est codétenu par le Groupe Rethmann et la Caisse des dépôts et consignations (CDC). Présent dans 19 pays, le groupe a réalisé en 2023 un chiffre d’affaires de 9,33 milliards d’euros.

## Historique

### 1989-2011: de Transcet et Progecar à Transdev
Au sein de la Société centrale pour l'équipement du territoire (SCET), filiale de la Caisse des dépôts et consignations (CDC), le service d'appui aux sociétés d’économie mixte de transport public urbain est filialisé à la demande d'élus d’Orléans, Grenoble, Nantes, Montpellier... et devient Transcet. En 1989, la branche transport de la CDC, dirigée par Philippe Segretain, achète Progecar, groupe régional de sociétés de transport par autocar (Rapides de Bourgogne, Courriers de l'Aube, Rapides du Val-de-Loire, Stam...). Puis, en 1992, intervient la fusion de Progecar et Transcet sous le nom de Transdev (Société européenne pour le développement du transport public) qui devient le partenaire des sociétés d'économie mixte (SEM) de Strasbourg, Mulhouse, Metz, Limoges... et acquiert de nombreuses entreprises locales de transport : les Cars Crolard, la régie Transavoie, etc.
En 1997, Transdev achète London United qui exploite 8 % des bus de Londres, et gagne les appels d'offres de Nothingham (tramway), Porto (métro) ainsi que celui du réseau de tramway de Melbourne qui fera de l'entreprise le premier exploitant mondial de tramways, et l'un des premiers opérateurs européens de transport.
En 2002, la RATP prend 25 %, indirectement, du capital de l'entreprise.
En 2006, Transdev prend le contrôle de l'opérateur néerlandais Connexxion.
En 2008, Philippe Segretain, à son départ à la retraite, est remplacé comme PDG par Joël Lebreton.
En 2009, la CDC et Veolia annoncent leur intention de fusionner Transdev et Veolia transport.
En 2010, la RATP, alors actionnaire de Transdev à hauteur de 25 % se désengage du groupe mais en contrepartie récupère certains réseaux français, précédemment exploités par Transdev.
En février 2011, Joël Lebreton, président pressenti, est remercié.

### 2011-2013: Veolia Transport-Transdev
Le 3 mars 2011, le groupe Transdev est fusionné avec Veolia Transport, alors filiale de Veolia Environnement, pour donner naissance à « Veolia Transdev ». Dans le cadre de la transaction, la RATP sort du capital de Transdev,[source secondaire souhaitée].
Une introduction en bourse de la nouvelle entreprise Veolia Transdev, qui pourrait changer de nom, est alors prévue dans les 12 mois qui suivent la fusion.
Cependant, le 6 décembre 2011, Veolia Environnement, en difficulté financière, annonce son intention de céder ses activités dans les transports publics. Le même jour, la Caisse des dépôts et consignations, actionnaire paritaire de Veolia Transdev, annonce par voie de communiqué de presse qu'elle confirme son engagement auprès de Veolia Transdev, amenant 200 millions d'euros au moment de la fusion. Pourtant, cela coûte cher à la CDC : l'entreprise valorisée 1,4 milliard d'euros perd un milliard de valorisation dès l'année suivante (dont la moitié pour la Caisse des dépôts), sans compter une vente prévue de certains actifs pour désendetter Veolia. De plus, la CDC a prêté 900 millions d'euros à Veolia Transdev, créance devant être transformée en actions qui valent maintenant bien moins que la valorisation au moment de la fusion. Finalement, l'addition des trois sommes (200, 500 et 900 millions d'euros) représente un coût élevé pour la Caisse des dépôts et consignations.

### Depuis 2013, le «nouveau» Transdev
En mars 2013, deux ans après la fusion de Transdev et de Veolia Transport, l'entreprise adopte la dénomination Transdev.
Parallèlement, afin de réduire son fort endettement qui s'élève à 1,9 milliard d'euros fin 2012, l'entreprise décide de procéder à un grand nombre de ventes d'actifs en Europe, correspondant à un quart de ses activités. Transdev prévoit de se retirer de 10 des 27 pays dans lesquels le groupe est présent. Dans un premier temps, sa participation dans la Société nationale maritime Corse-Méditerranée (SNCM) ainsi que les activités des pays d'Europe de l'Est seront vendues (concernant ces dernières probablement à la Deutsche Bahn). Par la suite, Transdev souhaite, entre autres, abandonner d'ici à 2015 ses activités en Allemagne, en Suède, en Belgique et en Finlande. Toutefois, les activités Veolia aux Pays-Bas regroupées au sein de Connexxion sont conservées. Le « nouveau » Transdev vise un chiffre d’affaires annuel de 6 milliards d’euros (contre 8,2 milliards en 2012), dont 60 % en dehors de la France, avec quatre grandes zones : France, Pays-Bas, Amérique du Nord/Grande-Bretagne et Asie-Pacifique-Europe du Sud
Avec la loi pour la croissance, l'activité et l'égalité des chances économiques, dite « loi Macron », supprimant le monopole de service public de la SNCF pour le transport régulier de voyageurs sur longue distance, Transdev crée une filiale d'exploitation de ce nouveau marché, dénommée Isilines.
Le 29 juillet 2016, Veolia et la Caisse des dépôts et consignations, coactionnaires de Transdev, sont parvenus à un accord permettant à celle-ci de racheter d'ici fin 2016 pour 220 millions d'euros une participation de 20 % détenue par Veolia dans la société de transports. L'accord est finalisé le 21 décembre 2016 et sa première étape est ainsi mise en œuvre.
Le 12 mars 2018, Transdev Rail, anciennement CFTA, obtient le certificat de sécurité ferroviaire lui donnant l'autorisation d'exploiter des lignes de chemin de fer en France. Transdev devient alors le deuxième groupe ferroviaire français à détenir le statut d'entreprise ferroviaire de voyageurs en France.
En octobre 2018, les dernières parts de Veolia sont cédées à Rethmann, groupe allemand spécialisé dans le traitement des déchets et la logistique. Rethmann dispose donc de 34 % du capital et la Caisse des Dépôts possède toujours le contrôle effectif avec 66 % des parts.
En mai 2019, FlixBus acquiert les activités d'Isilines et d'Eurolines en France, en Espagne, aux Pays-Bas, en Belgique et en Tchéquie, qui était auparavant détenu par Transdev. La compagnie avait en 2018 fait transporter 2,5 millions de voyageurs, quand FlixBus en a transporté 45 millions. Les activités de location de car d'Isilines sont conservées par Transdev. Le même mois, Transdev entre au capital de la startup Wever, une entreprise spécialiste de la mobilité.
En avril 2021, le groupe est également candidat à l'exploitation de lignes ferroviaires régionales dans la région des Hauts-de-France.
Le 7 septembre 2021, Transdev remporte l’appel d’offres pour l'exploitation des TER sur la ligne Marseille-Nice à partir de juillet 2025 pour une durée de dix ans.
En mars 2023, Transdev annonce l'acquisition de First Transit au fonds EQT, pour un montant non dévoilé, dans le but de la fusionner avec sa filiale américaine. First Transit était précédemment l'ancienne filiale américaine de First Group.
En mai 2025, la Commission européenne a approuvé l'acquisition par Rethmann de 32 % supplémentaire du groupe Transdev, faisant de Rethmann l’actionnaire majoritaire (66 %) aux côtés de la CDC (34 %),.

## Identités visuelles

Logo jusqu'à mars 2013.
Logo de mars 2013 à juin 2018.
Logo depuis juillet 2018.

## Organisation

### Direction
- 1989 - octobre 2008 : Philippe Segretain
- octobre 2008 - mars 2011 : Joël Lebreton
- mars 2011 - 2012 : Jérôme Gallot (ancien directeur de caisse des dépôts-entreprises de 2006 à 2011)[22]
- décembre 2012 - juin 2016 : Jean-Marc Janaillac
- depuis juillet 2016 : Thierry Mallet[23]

### Données financières
Depuis 2025, le groupe est codétenu à 66 % par le groupe Rethmann et à 34 % par la Caisse des dépôts,.
En 2023, le groupe a réalisé un chiffre d’affaires de 9,3 milliards d’euros (en incluant First Transit), l’activité internationale y contribuant pour 70,7 %.[réf. nécessaire]

## Activités internationales
Présent dans 19 pays en 2023, sur tous les continents, Transdev opère 16 modes de transports différents, au service des collectivités, des entreprises et du grand public.

### Principales filiales par pays
En 2017, le groupe exploite 43 000 véhicules et transporte 11 millions de passagers au quotidien grâce à ses différents modes de transport[source secondaire souhaitée].
- Allemagne
  - Transdev Deutschland (train)
  - Bayerische Oberlandbahn (BOB) (train)
  - Meridian (train)
  - Deutsche Eisenbahn-Gesellschaft (train)
- Australie
  - Transdev Australasia
- Canada
  - Transdev Canada
- Chili
  - RedBus Urbano S.A. (bus)
- Chine
  - RATP Dev Transdev Asia (tramway)
- Colombie
  - Connexión Móvil
- Espagne
  - TRAM Barcelona (bus)
  - DETREN (bus)
- États-Unis
  - Transdev North America
  - ATC
  - Connex TCT
  - Yellow Transportation
  - Golden Touch Transportation (transfert de passagers aux aéroports de New York et du New Jersey)
  - Supershuttle
- Finlande
  - Transdev Finland
- France (cf. § sur les réseaux urbains)
  - Transdev France (bus, tramway)
  - Transdev Rail (bus, train)
  - Eurolines (bus)
  - Isilines (bus)
  - CGFTE
  - CFTI
  - Proxiway (véhicules électriques)
  - Veloway (vélos)
  - Cityway (information multimodale)
- Irlande
  - Transdev Ireland
- Nouvelle-Zélande
  - Transdev Auckland
  - Transdev Wellington
- Maroc
  - Transdev Maroc (tramway)
- Pays-Bas
  - Transdev Nederland
  - Connexxion
  - BBA Connex Groep
  - Breng
  - SBM (Stadsbus Maastricht Groep)
  - Limex
  - Novio
  - PZN (transport à la demande)
- Royaume-Uni
  - Transdev Plc (bus)
  - Bebb Travel Plc et Pullman Coaches Ltd au Pays de Galles (bus)
  - Dunn-Line Plc dans les Midlands de l’Est (bus)
- Slovaquie
  - SAD Nitra (bus)
- Slovénie
  - Certus (bus)
  - I&I (bus)
- Suède
  - Transdev Sverige (bus et train)
  - Merresor - Snälltåget

Il est aussi présent via :

- EuRailCo, un opérateur ferroviaire européen créé en 2003 ;
- Transamo, filiale spécialisée dans la maîtrise d'ouvrage de projets de transports collectifs en site propre créée en 1994 et contrôlée par Transdev et la Société des transports intercommunaux de Bruxelles (STIB) ;
- Transdata exploitation, filiale informatique ;
- Visual, spécialisé dans les cars touristiques, filiale du groupe depuis 1999 (163 salariés et 99 véhicules en 2010).

Galerie de photographies
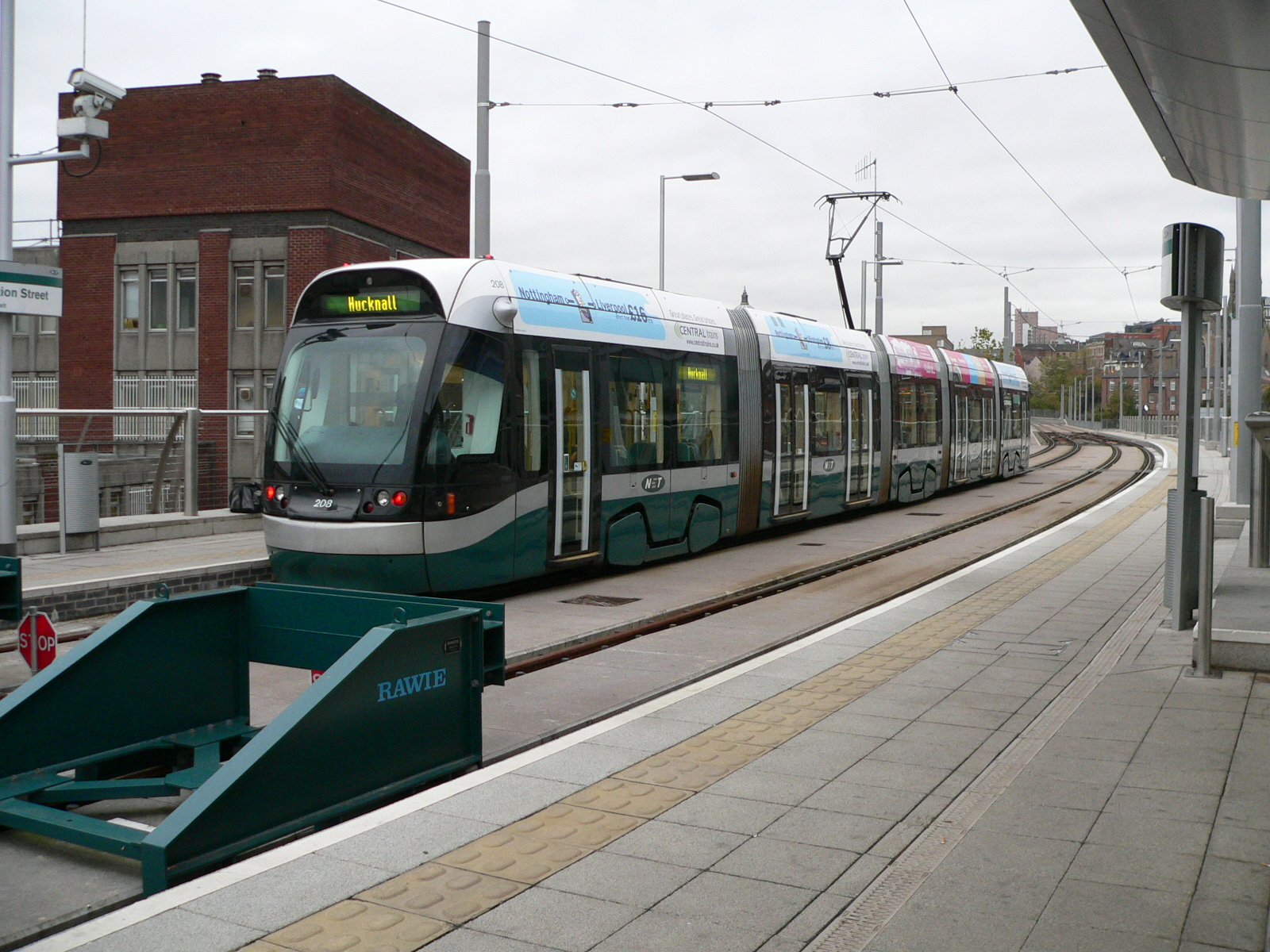
Une rame du Nottingham Express Transit.
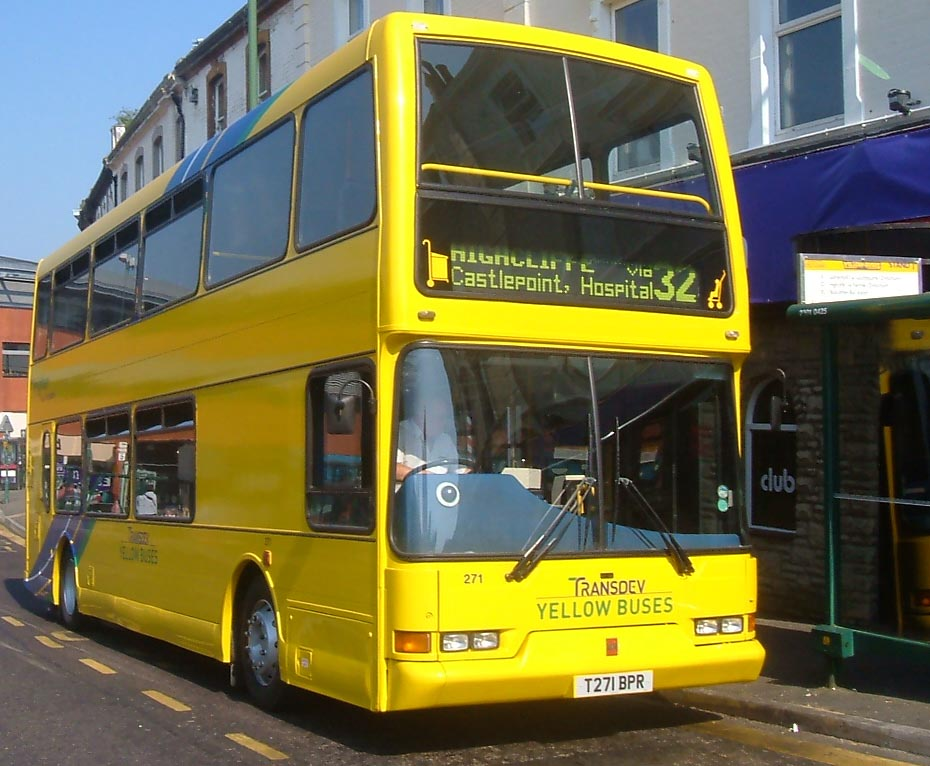
Un autobus Transdev à Bournemouth.
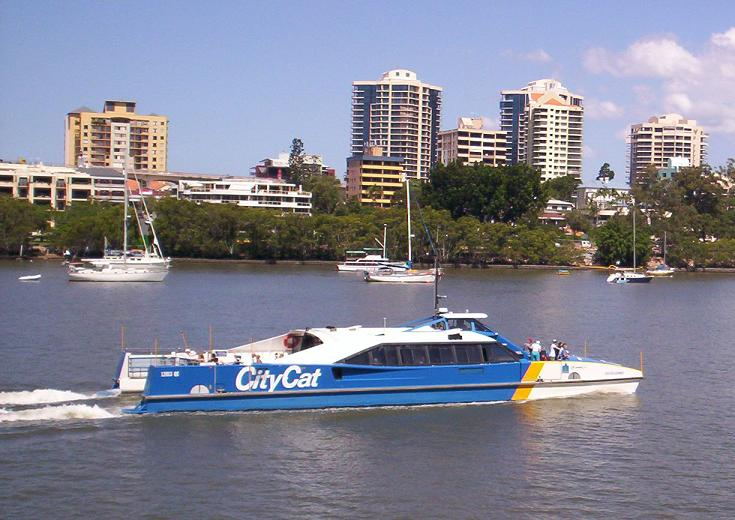
Bateau-bus à Brisbane.

## Transdev North America

### San Diego
Transdev NA gère le Metropolitan Transit System of San Diego (MTS), qui dessert la ville ainsi que sa banlieue. Depuis 2007, Transdev effectue la moitié de ses opérations avec des entreprises locales partenaires. Le réseau compte 700 salariés ainsi que 146 autobus sur les lignes régulières. Depuis quelques années, Transdev et MTN développent de nouveaux véhicules utilisant une pile à combustible à hydrogène, dans un partenariat avec le Chula Vista Nature Center.

### Denver
Transdev exploite une partie du réseau de bus de Denver en partenariat avec le district régional de transport. Transdev Amérique du Nord exploite ce contrat depuis 2005, et a transporté 7,5 millions de voyageurs par an, avec 125 autobus sur les lignes régulières et 350 salariés.

### Comté de Nassau
Transdev Amérique du Nord gère l'intégralité des transports en commun dans ce comté de l'État de New York, partie intégrante de la mégapole.

### Seattle
King County Metro à Seattle exploite l'un des réseaux les plus étendus de transport urbain et périurbain aux États-Unis, couvrant plus de 1,7 million d'habitants. MetroKing exploite une flotte d'environ 1 300 véhicules, dont des autocars standard, des autocars articulés, des chariots électriques, des autobus Diesel hybrides-électriques et des tramways. Metroking emploie plus de 250 employés, et transporte environ 500 000 voyageurs par an.

### San Francisco
Transdev gère de multiples acteurs du transport adapté à San Francisco, formant un réseau de plus de vingt fournisseurs indépendants, comprenant des compagnies de taxi et les opérateurs à la fois à but lucratif et à but non lucratif. Transdev gère ces multiples fournisseurs pour le compte de l'Office des transports municipaux de San Francisco (en) (SFMTA).
Depuis 2000, Transdev transporte plus de 1,2 million de voyageurs par an, avec plus de 100 matériels de transport adapté dédié et non dédié et 1 500 taxis publics (y compris 100 taxis accessibles aux personnes en fauteuil roulant) exploités par des compagnies de taxi locales.

## Transdev France

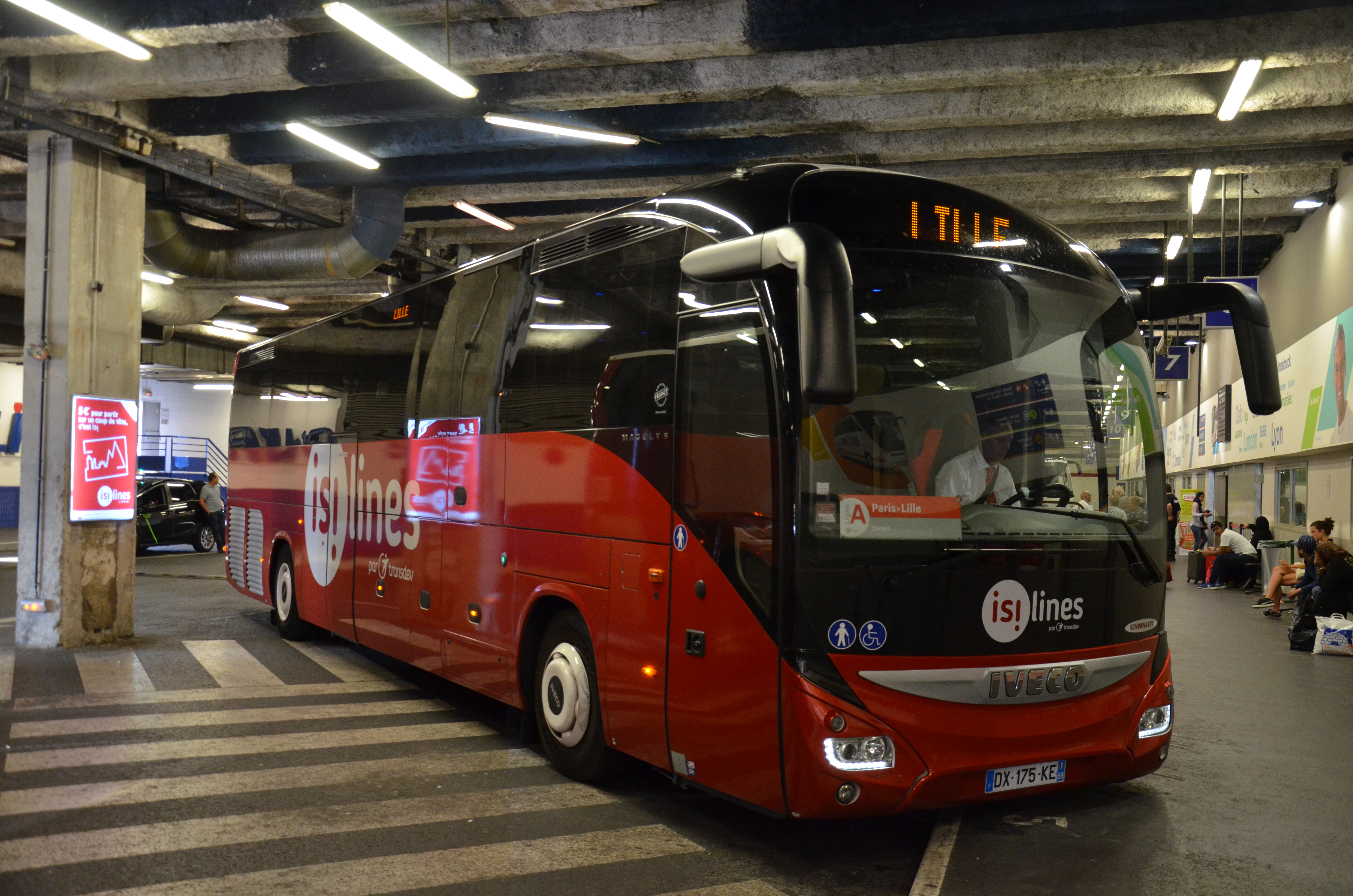
Autocar Isilines, filiale de Transdev, à la gare routière de Paris-Gallieni.

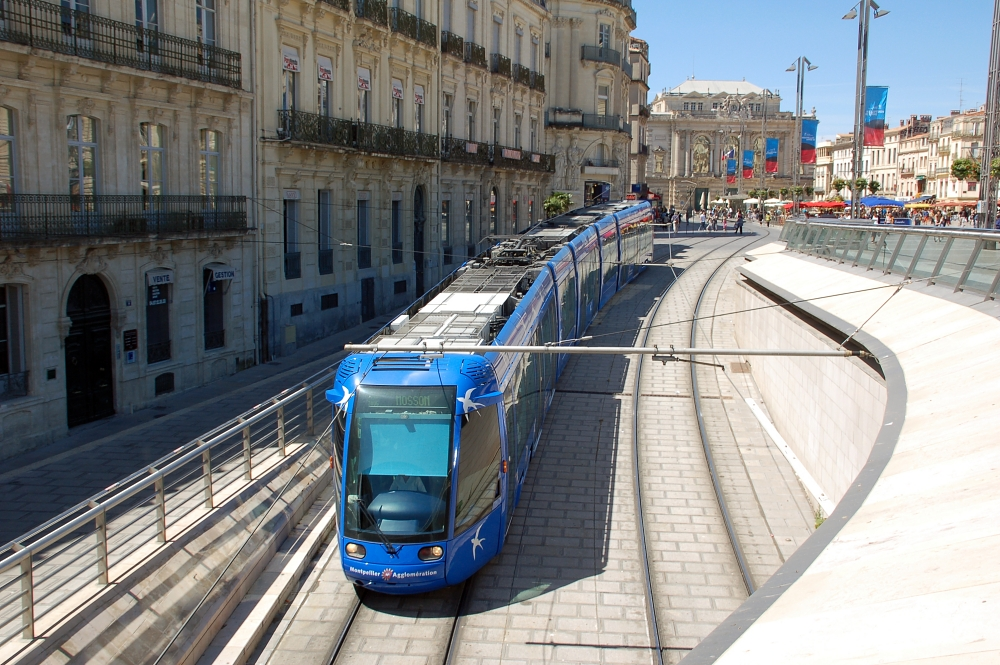
Une rame de la ligne 1 du Tramway de Montpellier.

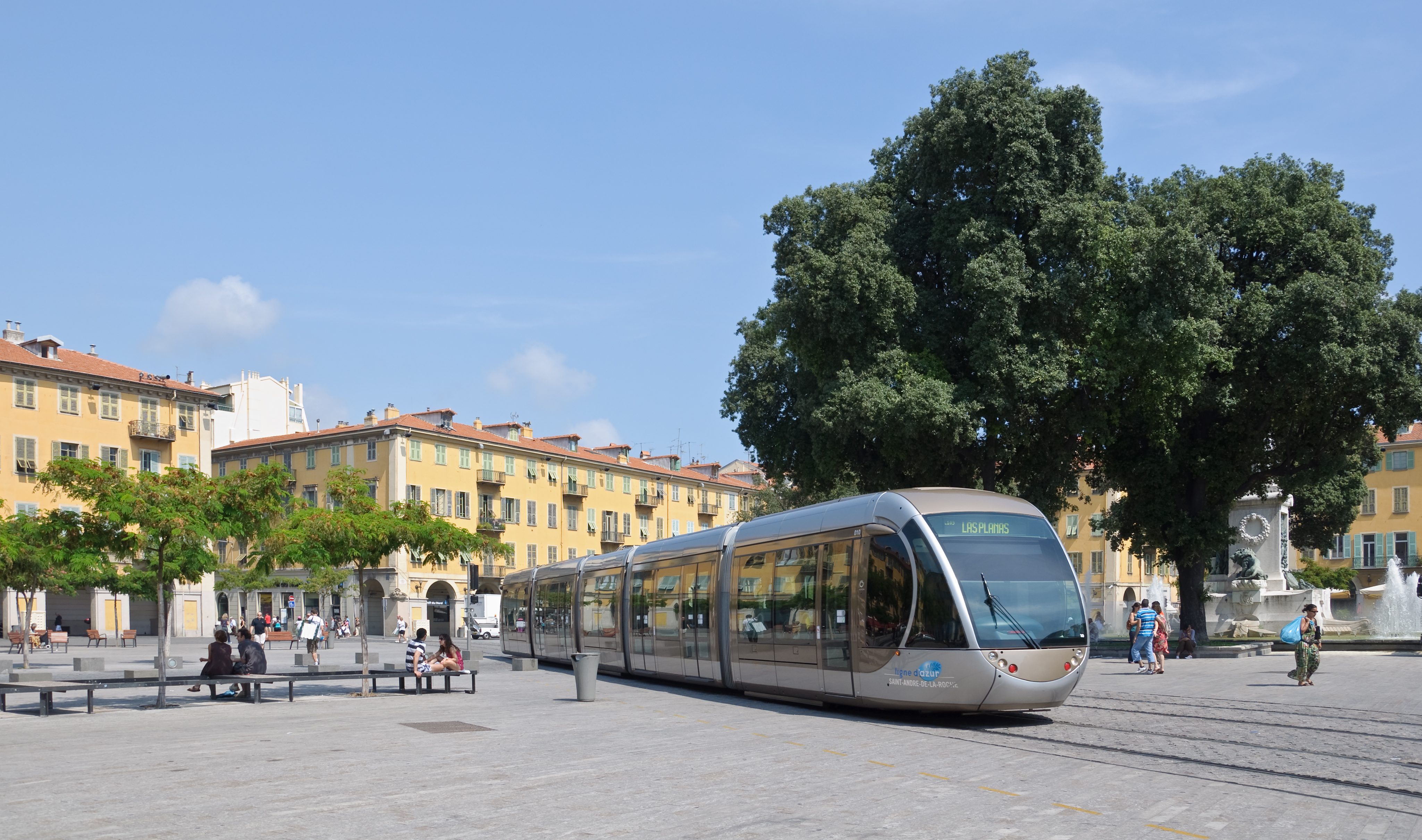
Une rame de la ligne 1 du Tramway de Nice traversant la Place Garibaldi.

Au moment de la fusion avec Veolia Transport, le groupe Transdev employait 47 000 personnes à travers le monde et réalisait un chiffre d'affaires (CA) de 2,5 milliards d'euros (2010). Le groupe était présent en France (39 % du CA, 18 200 salariés), aux Pays-Bas (33 % du CA, 14 700 salariés), le Royaume-Uni (11 %), l'Italie (6 %), le Portugal (5 %) mais également en Allemagne, en Australie, au Canada, en Espagne et au Maroc. Le parc comprenait, selon ses propres chiffres, au total 15 624 bus et navettes fluviales, 542 métros, tramways et trains et 4 581 véhicules de transport à la demande.
Dans le cadre de cette même transaction, une partie des actifs de Transdev a été par ailleurs transférée au groupe RATP en contrepartie de sa sortie du capital de Transdev. L'opérateur parisien avait auparavant détenu 25,6 % des actions.

### Transport ferroviaire
| Région                     | Exploitant                                                                                        | Nom du réseau         | Descriptif                                                                                    | Exploitation                            |
| -------------------------- | ------------------------------------------------------------------------------------------------- | --------------------- | --------------------------------------------------------------------------------------------- | --------------------------------------- |
| Réseaux urbains            |                                                                                                   |                       |                                                                                               |                                         |
| Auvergne-Rhône-Alpes       | Transdev Rail (Transdev Rail Bretagne, Transdev Rail Rhône et Transdev Rail Sud Inter-métropoles) | Panoramique des Dômes | Réseau ferroviaire local - Ligne du Col de Ceyssat au Sommet du Puy de Dôme                   |                                         |
| Auvergne-Rhône-Alpes       | Transdev Rail (Transdev Rail Bretagne, Transdev Rail Rhône et Transdev Rail Sud Inter-métropoles) | SYTRAL Mobilités      | Réseau ferroviaire local - Tram-train Rhônexpress                                             | Exploitation commerciale et maintenance |
| Bretagne                   | Transdev Rail (Transdev Rail Bretagne, Transdev Rail Rhône et Transdev Rail Sud Inter-métropoles) | TER BreizhGo          | Réseau ferroviaire régional (TER) - Ligne de Guingamp à Carhaix - Ligne de Guingamp à Paimpol | Sous-traitance de la SNCF.              |
| Provence-Alpes-Côte-d'Azur | Transdev Rail (Transdev Rail Bretagne, Transdev Rail Rhône et Transdev Rail Sud Inter-métropoles) | Train Zou !           | Réseau ferroviaire régional - Ligne de Marseille à Nice                                       | À partir du 29 juin 2025,               |
| Grand Est                  | Transdev Grand Est (Soléa)                                                                        | Tramway de Mulhouse   | Réseau ferroviaire régional (TER) et réseau urbain - Tram-train Mulhouse Vallée de la Thur    | Depuis 2010                             |

### Métros
| Lieux                               | Exploitant                 | Nom du réseau | Descriptif                                        | Exploitation |
| ----------------------------------- | -------------------------- | ------------- | ------------------------------------------------- | ------------ |
| Réseaux urbains                     |                            |               |                                                   |              |
| Aéroport de Paris-Charles-de-Gaulle | Transdev Aéroport Liaisons | CDGVAL        | Métro assurant la desserte interne de l'aéroport. | Depuis 2015. |

### Tramways
| Ville         | Exploitant                                                | Nom du réseau                                                                                        | Descriptif                                                                  | Exploitation                           |
| ------------- | --------------------------------------------------------- | --- | --------------------------------------------------------------------------- | -------------------------------------- |
| Le Havre      | Transdev Le Havre                                         | LiA                                                                                                  | Réseau urbain - Tramway du Havre                                            | Renouvelé en 2023[source insuffisante] |
| Mulhouse      | Soléa (Société d'économie mixte)                          | Soléa                                                                                                | Réseau urbain - Tramway de Mulhouse - Tram-train Mulhouse Vallée de la Thur |                                        |
| Nantes        | SEMITAN                                                   | Naolib                                                                                               | Réseau urbain - Tramway de Nantes - Busway de Nantes                        |                                        |
| Reims         | Transdev Reims / Grand Reims Mobilités                    | Dans le cadre du réseau Grand Reims Mobilités, par sous-traitance au groupement concessionnaire MARS | Réseau urbain - Tramway de Reims                                            |                                        |
| Rouen         | Transports en commun de l'agglomération rouennaise (TCAR) | Astuce                                                                                               | Réseau urbain - Tramway de Rouen - BHNS TEOR                                |                                        |
| Saint-Étienne | Transdev Saint-Étienne                                    | STAS                                                                                                 | Réseau urbain - Tramway de Saint-Étienne                                    |                                        |

### Transports de bus urbains en Île-de-France
| Exploitant                       | Nom du réseau                                   | Aires de service | Descriptif |                                                            |
| -------------------------------- | ----------------------------------------------- | --- | --- | ---------------------------------------------------------- |
| Réseaux urbains en Île-de-France |                                                 | | |                                                            |
| Transdev AMV                     | Autobus d'Île-de-France                         | Seine-et-Marne | Exploite un réseau de bus desservant la ville nouvelle de Marne-la-Vallée. Anciennement Autocars de Marne-la-Vallée. |                                                            |
| Transdev Darche-Gros             | Autobus d'Île-de-France                         | Seine-et-Marne | Exploite un réseau de bus desservant la Seine-et-Marne. |                                                            |
| Transdev Interval                | Autobus d'Île-de-France                         | Seine-et-Marne | Exploite un réseau de bus desservant la ville de Montereau-Fault-Yonne et ses environs. |                                                            |
| Transdev Fontainebleau           | Aérial, Autobus d'Île-de-France                 | Seine-et-Marne | Exploite un réseau de bus desservant la ville de Fontainebleau et ses environs. |                                                            |
| Transdev N'4 Mobilités           | Autobus d'Île-de-France                         | Seine-et-Marne | Exploite un réseau de bus desservant les environs de Roissy-en-Brie. |                                                            |
| Transdev Coulommiers             | Autobus d'Île-de-France                         | Seine-et-Marne | Exploite un réseau de bus desservant la ville de Coulommiers et ses environs. |                                                            |
| Transdev Marne et Morin          | Autobus d'Île-de-France                         | Seine-et-Marne | Exploite un réseau de bus desservant la Seine-et-Marne. |                                                            |
| Transdev Bièvre Bus Mobilités    | Autobus d'Île-de-France                         | Val-de-Marne, Essonne | |                                                            |
| Transdev Sénart                  | Sénart, Autobus d'Île-de-France                 | Essonne, Seine-et-Marne | Réseau urbain - Lignes de bus Sénart Bus et Sénart Express - Ligne de BHNS TZen 1 - Transport à la demande (TAD) |                                                            |
| Transdev CEAT                    | Paris-Saclay Mobilités, Autobus d'Île-de-France | Essonne, Seine-et-Marne | Exploite un réseau de bus desservant les environs de Sainte-Geneviève-des-Bois, Longjumeau, Épinay-sur-Orge et Brétigny-sur-Orge dans l'Essonne et de Pontault-Combault en Seine-en-Marne. Anciennement CEA Transports. Exploite une partie du réseau de bus Paris-Saclay et celui de l'agglomération Cœur d'Essonne. |                                                            |
| Transdev STRAV                   | Paris-Saclay Mobilités, Autobus d'Île-de-France | Essonne, Seine-et-Marne | Autobus d'Île-de-France | Exploite un réseau de bus desservant le sud de l'Essonne.  |
| Transdev TRA                     | Seine-Saint-Denis                               | Essonne, Seine-et-Marne | Autobus d'Île-de-France | Exploite un réseau de bus desservant la Seine-Saint-Denis. |
| Transdev Ecquevilly              | Yvelines, Val-d'Oise                            | Exploite un réseau de bus dans les Yvelines, desservant les communes des Mureaux, de Meulan-en-Yvelines, Ecquevilly, Bouafle, Chapet, Aubergenville, Maule, Noisy-le-Roi, Bailly, Feucherolles et Saint-Nom-la-Bretèche ainsi que, dans une partie du Val-d'Oise, celles de Banthelu à Cergy-Pontoise. | Autobus d'Île-de-France |                                                            |
| Transdev CSO                     | Yvelines                                        | | Autobus d'Île-de-France |                                                            |
| Transdev Rambouillet             | Yvelines                                        | Exploite un réseau de bus desservant Rambouillet et ses environs. | Autobus d'Île-de-France |                                                            |
| Transdev Houdan                  | Yvelines                                        | Exploite un réseau de bus desservant les villes de Houdan, Saint-Quentin-en-Yvelines, Mantes-la-Jolie et La Verrière dans les Yvelines. | Autobus d'Île-de-France |                                                            |
| Transdev Boucle des Lys          | Yvelines                                        | Exploite le réseau correspondant à la DSP n°32 | Exploite un réseau de bus desservant Saint-Germain-en-Laye et ses environs. |                                                            |
| Transdev Versailles              | Yvelines                                        | Exploite le réseau correspondant à la DSP n°28 | Exploite un réseau de bus desservant Versailles et ses environs. |                                                            |

#### Transdev Les Cars d'Orsay
Transdev Les Cars d'Orsay, créée le 2 novembre 1957 à Orsay (Essonne), est une ancienne filiale du groupe Transdev qui exploitait jusqu'au 1er août 2022 la majorité des lignes du réseau de bus Paris-Saclay et quelques lignes Albatrans dans une partie du département de l'Essonne, sur le territoire des communes d'Orsay, des Ulis, de Massy et de Bures-sur-Yvette.

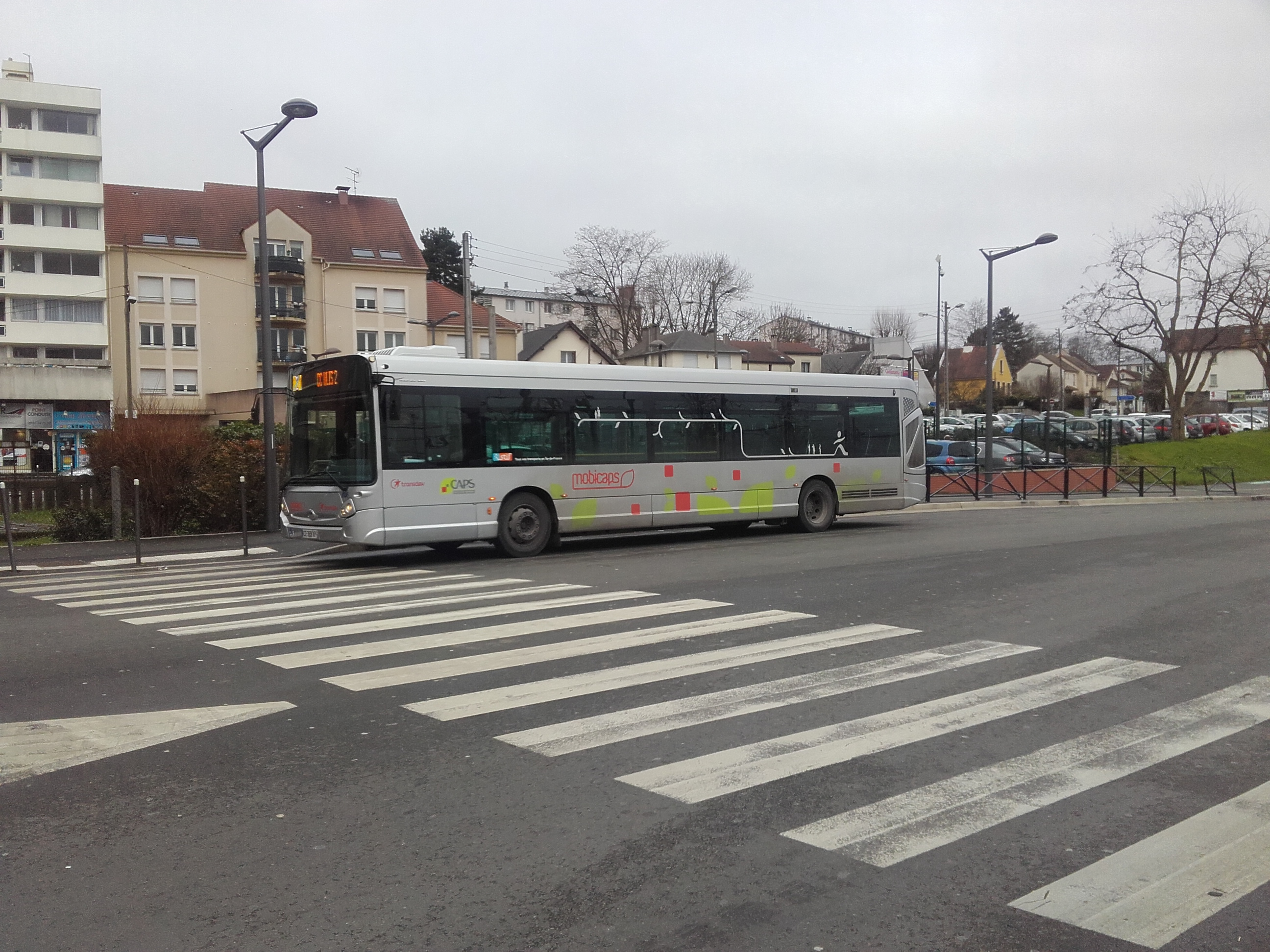
Heuliez GX 327 n°535 en gare routière de Massy-Palaiseau.
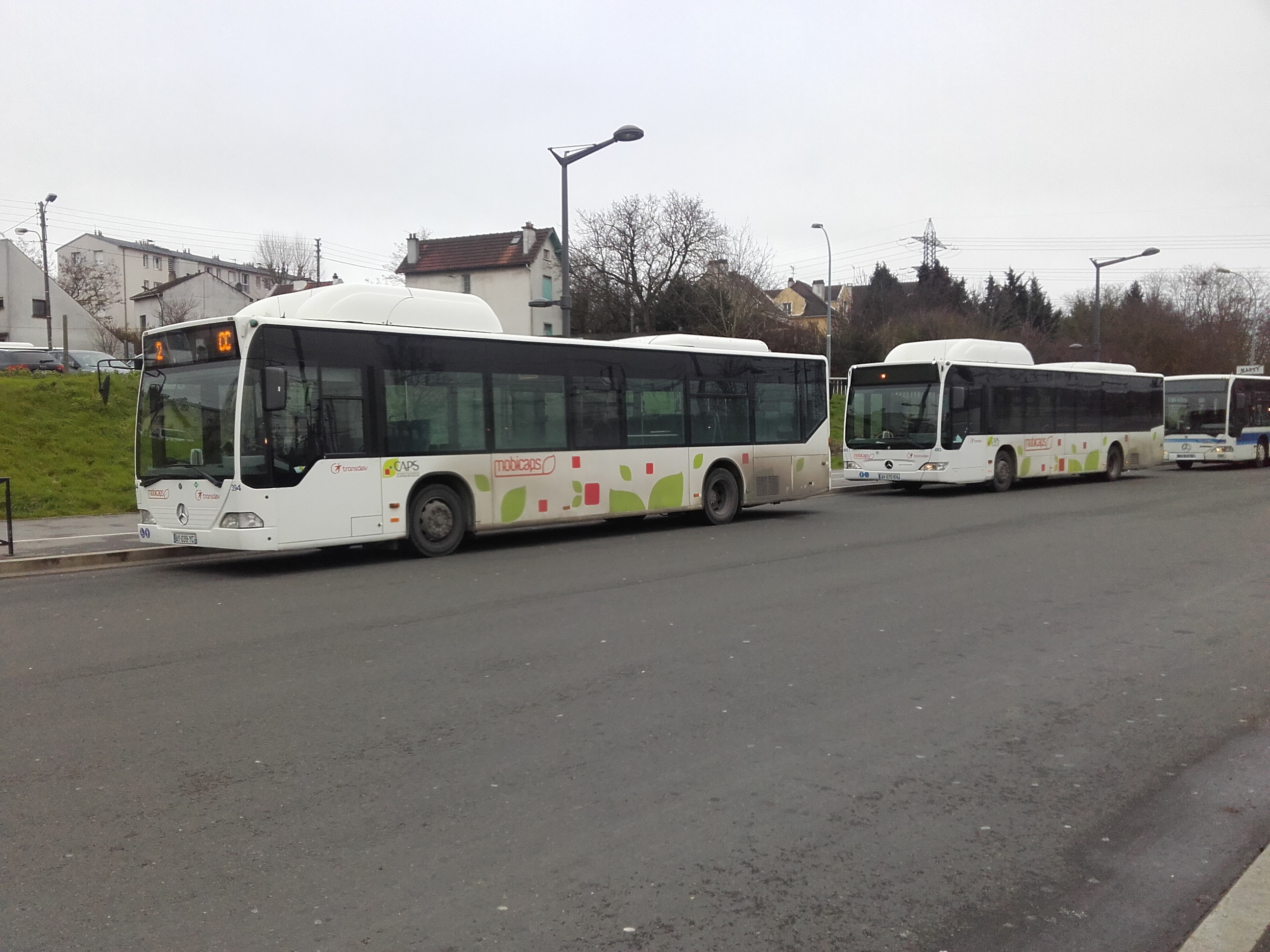
Mercedes Citaro GNC n°394 et Mercedes Citaro II GNC n°493 en gare routière de Massy-Palaiseau.
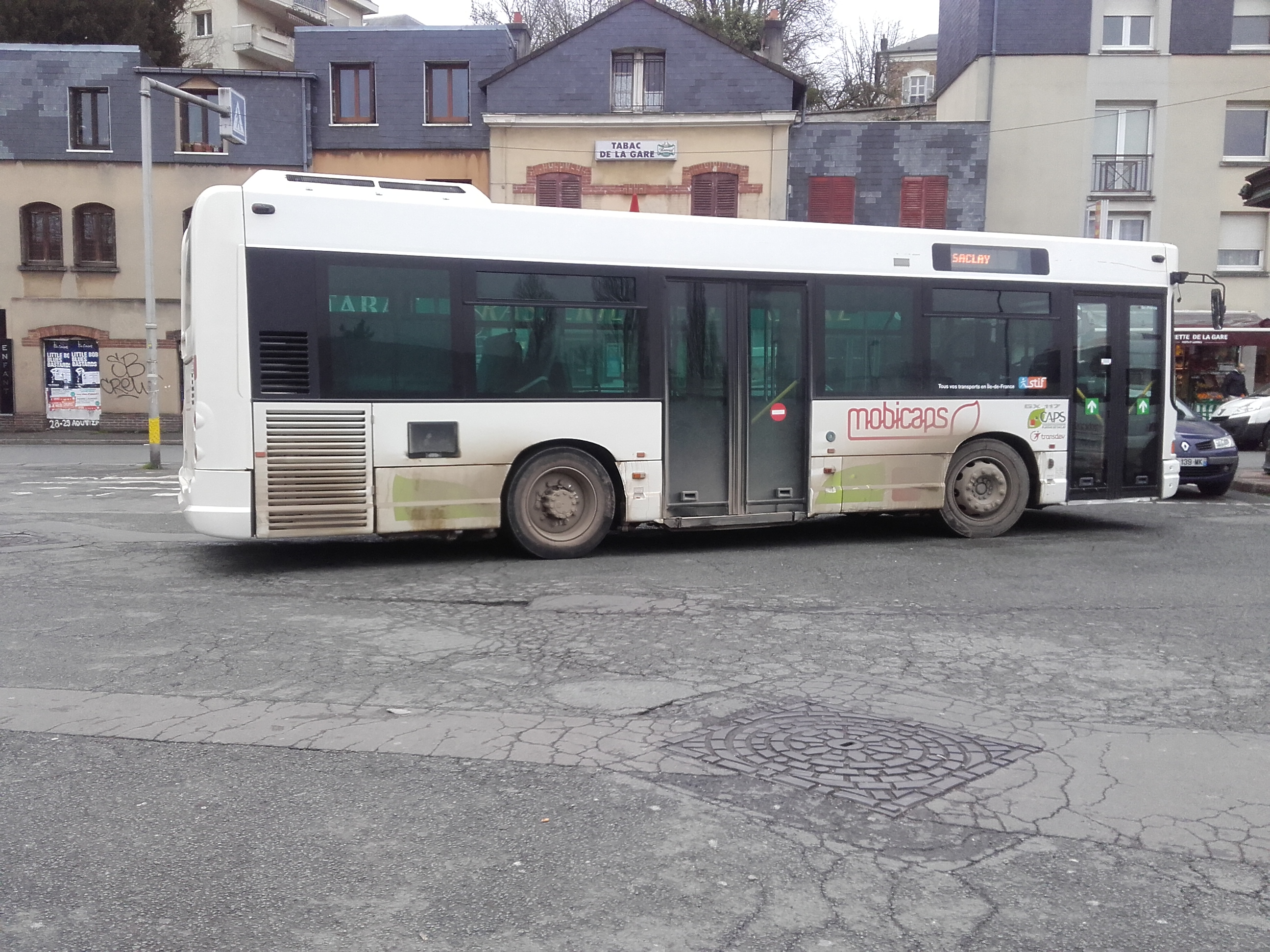
Heuliez GX 117 n°382 en gare d'Orsay-Ville.

### Réseaux de bus urbains (sauf Île-de-France)
| Ville                              | Exploitant                                                                    | Nom du réseau              | Descriptif | Exploitation      |
| ---------------------------------- | ----------------------------------------------------------------------------- | -------------------------- | --- | ----------------- |
| Réseaux urbains                    |                                                                               |                            | |                   |
| Albertville                        | Transdev Albertville                                                          | Transports Région Arlysère | - Transport urbain - Transport scolaire - Transport à la demande | 2018-2028         |
| Annonay                            | STADE (Société des Transports d'Annonay, Davézieux et Extensions)             | Babus                      | - Transport urbain - Transport à la demande |                   |
| Arles                              | Transdev Arles                                                                | Envia                      | - Transport urbain - Transport interurbain |                   |
| Auxerre                            | Auxerrois Mobilités                                                           | Léo                        | - Transport urbain - Transport périurbain - Transport scolaire - Transport à la demande - Vélos en libre-service                                                           | 2018-2023         |
| Barentin                           | Transdev Normandie                                                            | MOCA                       | - Transport urbain | 2024-2029         |
| Bar-le-Duc                         | Bus Est                                                                       | TUB                        | - Transport urbain - Transport interurbain - Transport scolaire - Transport à la demande - Vélos en libre-service                                                          | 2014-2021         |
| Beauvais                           | Transdev Beauvaisis Mobilités                                                 | Corolis                    | - Transport urbain - Transport interurbain - Transport scolaire - Transport à la demande (Chronopro et Corolis à la demande)                                               |                   |
| Briançon                           |                                                                               | TUB                        | - Transport urbain - Transport à la demande (TUB à la demande) |                   |
| Brive-la-Gaillarde                 | Transdev Brive                                                                | Libéo                      | - Transport urbain - Transport scolaire (Libéo Scolaire) - Transport à la demande (Libéo à la demande et Libéo Accessible)                                                 | 2018-2025         |
| Calais                             | STCE (Société des Transports de Calais et Extensions)                         | Imag'in                    | - Transport urbain - Transport scolaire - Navette fluviale - Vélos en libre-service (Vel'in et Velect'in)                                                                  | 2017-2028         |
| Chalon-sur-Saône                   | STAC (Société de Transport de l'Agglomération Chalonnaise)                    | Zoom                       | - Transport urbain - Transport à la demande (Declic) - Covoiturage (Yvon) - Vélos en libre-service (Réflex)                                                                |                   |
| Chartres                           | Chartres Mobilité                                                             | Filibus                    | - Transport urbain - Transport périurbain - Transport à la demande (Filibus à la demande)                                                                                  |                   |
| Chamonix-Mont-Blanc                | Mont Blanc Bus                                                                | Chamonix Bus               | - Transport urbain - Transport scolaire - Transport à la demande (Mobil'Bus)                                                                                               | 2015-2022         |
| Cherbourg-en-Cotentin              | Transdev Normandie                                                            | Cap Cotentin               | - Transport urbain - Transport scolaire - Transport à la demande (Cap à la Demande) - Transport intercommunal - Transport saisonnier + secondaire - Transport Orano et EDF |                   |
| Clermont-de-l'Oise                 | Transdev Oise Cabaro                                                          | Lebus                      | |                   |
| Compiègne                          | Transdev Picardie Acary                                                       | TIC                        | - Transport urbain - Transport périurbain - Transport scolaire - Transport interurbain                                                                                     |                   |
| Dieppe                             | Transdev Urbain Dieppe                                                        | Deep Mob                   | - Transport urbain - Transport scolaire - Transport à la demande (Créabus)                                                                                                 | 2019-2026         |
| Dunkerque                          | STDE (Société des Transports de Dunkerque et Extensions)                      | DK'BUS                     | - Transport urbain - Transport scolaire - Transport à la demande (Taxibus, Étoile et Handibus)                                                                             |                   |
| Flers                              | Transdev Normandie                                                            | Némus                      | - Transport urbain - Transport à la demande - Transport scolaire |                   |
| Foix                               | Cap Pays Cathare                                                              | F'Bus                      | - Transport urbain - Transport à la demande |                   |
| Fougères                           | Transdev Fougères                                                             | SURF                       | - Transport urbain - Transport scolaire |                   |
| Grasse                             | Transdev Grasse                                                               | Sillages                   | - Transport urbain - Transport scolaire - Transport à la demande |                   |
| La Rochelle                        | Transdev La Rochelle (exploité en partie)                                     | Yélo                       | - Transport urbain - Transport scolaire - Transport à la demande - Vélos en libre-service - Autopartage (Yélomobile)                                                       |                   |
| Le Havre                           | CTPO (Compagnie des Transports de la Porte Océane)                            | LiA                        | - Tramway - Transport urbain - Transport périurbain - Transport à la demande - Funiculaire - TER Lézarde Express (ou LER) - Vélos en libre-service (LiAvélos)              | Renouvelé en 2023 |
| Lens-Liévin-Hénin-Beaumont-Béthune | Transdev Artois-Gohelle                                                       | Tadao                      | - Transport urbain - Transport scolaire - Transport à la demande (Allobus) - TER                                                                                           | Renouvelé en 2023 |
| Libourne                           | STL (Société des Transports Libournais)                                       | Calibus                    | - Transport urbain - Transport scolaire |                   |
| Limoges                            | STCLM (Société de transports en commun de Limoges Métropole)                  | TCL                        | - Lignes de trolleybus - Transport urbain - Transport à la demande (TELOBUS)                                                                                               |                   |
| Longwy                             | SEMITUL (Société d'économie mixte des transports urbains du Bassin de Longwy) | TGL                        | - Transport urbain - Transport à la demande - Transport scolaire |                   |
| Louviers                           | Transdev Urbain Seine-Eure                                                    | SEMO                       | - Transport urbain - Transport à la demande - Transport scolaire |                   |
| Lunéville                          | Bus Est                                                                       | Lunéo                      | - Transport urbain - Transport scolaire - Transport à la demande |                   |
| Mâcon                              | Transdev Mâconnais-Beaujolais                                                 | TRéMA                      | - Transport urbain - Transport scolaire - Transport à la demande | 2017-2024         |
| Manosque                           | Transdev Brémond                                                              | Transagglo                 | - Transport urbain - Transport interurbain - Transport scolaire - Transport à la demande                                                                                   | 2019-2025         |
| Méru                               | Transdev Oise Cabaro                                                          | Sablons Bus                | - Transport urbain - Transport interurbain - Transport à la demande |                   |
| Millau                             | Transdev Midi-Pyrénées Autocars Causse                                        | Mio                        | - Transport urbain - Transport à la demande |                   |
| Montauban                          | Société d'économie mixte des transports montalbanais                          | TM Transports Montalbanais | - Transport urbain - Transport scolaire - Transport à la demande | 2013-2022         |
| Mont-de-Marsan                     | Transdev du Marsan                                                            | Tma                        | - Transport urbain - Transport scolaire - Transport à la demande |                   |
| Montpellier                        | Transports de l'agglomération de Montpellier                                  | TAM Montpellier 3M         | - Tramway - Transport urbain - Transport périurbain - Transport scolaire - Transport à la demande                                                                          |                   |
| Mulhouse                           | Soléa                                                                         | Même nom pour le réseau    | - Tramway - Tram-train (exploité en partie) - Transport urbain - Transport périurbain - Transport scolaire - Transport à la demande                                        |                   |
| Nantes                             | Société d'économie mixte des transports en commun de l'agglomération nantaise | TAN                        | - Tramway - BHNS - Transport urbain - Transport scolaire - Transport à la demande                                                                                          |                   |
| Niort                              | Transdev Niort Agglomération                                                  | Tanlib                     | - Transport urbain - Transport périurbain - Transport scolaire - Transport à la demande                                                                                    | Renouvelé en 2023 |
| Orange                             | Sud Est Mobilités                                                             | TCVO                       | - Transport urbain - Transport scolaire |                   |
| Reims                              | Transdev Reims                                                                | CITURA                     | - Tramway - Transport urbain - Transport périurbain - Transport scolaire - Transport à la demande                                                                          |                   |
| Roanne                             | Transdev Roanne                                                               | STAR                       | - Transport urbain - Transport périurbain (Péry) - Transport scolaire (Schooly) - Transport à la demande (Fléxy) - Covoiturage (Mov'ici) - Vélos en libre-service (Biky)   |                   |
| Rochefort                          | Transdev Rochefort Océan                                                      | R'bus                      | - Transport urbain - Transport scolaire - Transport à la demande | 2017-...          |
| Rouen                              | Transports en commun de l’agglomération rouennaise (exploité en partie)       | Réseau Astuce              | - Tramway - BHNS - Transport urbain - Transport périurbain (sauf Elbeuf et son agglomération) - Navette fluviale - Transport scolaire - Transport à la demande (Filo'r)    |                   |
| Royan                              | Transdev Royan Atlantique                                                     | Cara'Bus                   | - Transport urbain - Transport périurbain - Transport scolaire - Transport à la demande - Vélos en libre-service (cara'vel)                                                | 2020-...          |
| Sablé-sur-Sarthe                   | Transdev STAO                                                                 | Réso                       | - Transport urbain - Transport à la demande |                   |
| Saint-Avold                        | Bus Est                                                                       | Transavold                 | - Transport urbain - Transport scolaire - Transport à la demande |                   |
| Saint-Dié-des-Vosges               | Transdev Transports Déodatiens                                                | Sylvia                     | - Transport urbain - Transport interurbain - Transport scolaire - Transport à la demande (SylVousPlait)                                                                    |                   |
| Saint-Malo                         | Transdev SMA Mobilités                                                        | Réseau MAT                 | - Transport urbain - Transport inter-urbain - Transport scolaire - Transport à la demande                                                                                  | 2024-2031         |
| Saint-Dizier                       | Transdev Saint-Dizier                                                         | Ticéa                      | - Transport urbain - Transport scolaire - Transport à la demande |                   |
| Saint-Étienne                      | Société Transports Publics de l'Agglomération Stéphanoise                     | STAS                       | - Tramway - Trolleybus - Transport urbain - Transport périurbain - Transport scolaire - Transport à la demande                                                             |                   |
| Saint-Quentin                      | Transdev Mobilités du Saint-Quentinois                                        | Bus Pastel                 | - Transport urbain |                   |
| Sens                               | Sénonais Mobilités                                                            | Intercom                   | - Transport urbain - Transport inter-urbain - Transport scolaire - Transport à la demande (Cartobus)                                                                       |                   |
| Vannes                             | Transdev GMVA Mobilités                                                       | kicéo                      | - Transport urbain - Transport inter-urbain - Transport scolaire - Transport à la demande                                                                                  | 2024-2031         |
| Villefranche-sur-Saône             | Transdev Villefranche Beaujolais                                              | Libellule                  | | 2022-2028         |

- Ajaccio (TCA)
- Grenoble (TAG)
- Nice (Lignes d'Azur) (assistance technique)
- Saint-Denis (Citalis)
- Saint-Pierre (Alternéo)
- Trévoux (Saônibus)
- Val de Briey (Réseau Le Fil)
- Valence (Citéa)
- Verdun (TIV)
- Vichy (MobiVie)
- Villeneuve-sur-Lot (Élios)
- Vitrolles (Bus de l'Étang)

### Transports interurbains (sauf Île-de-France)
- Autocars Martin
- Citram Pyrénées
- Compagnie Armoricaine de Transport (CAT + Aulne Autocars + Douguet Autocars)
- Compagnie de Transport du Morbihan (CTM)
- Compagnie des Autocars de Provence
- Compagnie des Autocars de L'Anjou (CAA)
- Courriers Automobiles Picards
- Courriers de la Marne
- Courriers de l'Aube
- Les Cars de Château Thierry
- Les Cars du Pays de Valois
- Les Cars Mariette
- Mont-Blanc Bus
- Ocecars (La Rochelle)
- Pays d'Oc Mobilités
- Rapides de Bourgogne
- Rapides de Lorraine
- Rapides de Saône-et-Loire
- Rapides Côte d'Azur
- Tga
- Trans'L
- Trans Val-d'Oise
- Transavoie
- Transdev Alsace
- Transdev Alpes-Maritimes
- Transdev Arles
- Transdev Artésiens (ex-Les Autobus Artésiens)
- Transdev ATCRB
- Transdev Compagnie Axonaise
- Transdev Dauphiné
- Transdev Durance
- Transdev Littoral Nord
- Transdev Loir-et-Cher
- Transdev Loiret
- Transdev Manosque
- Transdev Nord
- Transdev Oise Cabaro
- Transdev Pays d'Or
- Transdev Picardie
- Transdev Poitou-Charentes
- Transdev Rhône-Alpes Interurbain
- Transdev STAO (Société des transports par autocars de l'ouest[32])
- Transdev Touraine
- Transdev Trans Val de France
- Transdev Var
- Transdev Vaucluse
- Transpérigord
- Transports Bérard
- Transports Frossard
- Transports d'Ille-et-Vilaine et extensions (TIV)
- Transports interurbains de la Sarthe
- Tourisme Verney (TV)
- Vea
- Voyages Crolard
- Voyages Dunand
- Voyages Guichard
- Voyages et transports de Normandie (VTNI)

## Communication

### Fondation Transdev
La fondation Transdev a été créée en 2002 sous l'égide de la Fondation de France. Elle soutient des projets d'intérêt général qui promeuvent une approche citoyenne de la mobilité et qui développent le lien social.

### Activité de lobbying

#### Auprès de l'Assemblée nationale
Transdev est inscrit comme représentant d'intérêts auprès de l'Assemblée nationale. L'entreprise déclare à ce titre qu'en 2015, les coûts annuels liés aux activités directes de représentation d'intérêts auprès du Parlement sont compris entre 250 000 et 300 000 euros.

#### Auprès des institutions de l'Union européenne
Transdev est inscrit depuis 2014 au registre de transparence des représentants d'intérêts auprès de la Commission européenne. Le groupe déclare en 2015 pour cette activité un collaborateur à temps plein et des dépenses d'un montant compris entre 25 000 et 50 000 euros.